# قائمة الجوائز والترشيحات التي تلقتها هيما ماليني

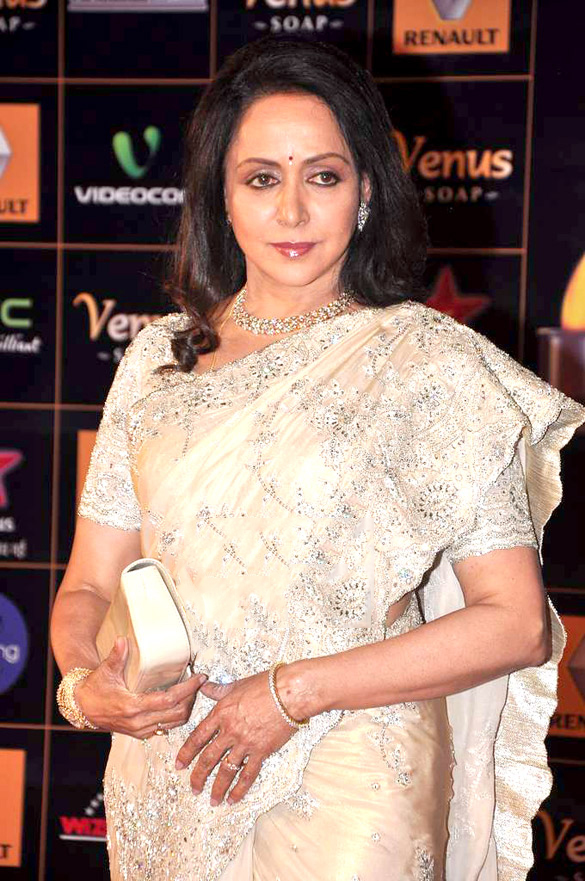
هيما ماليني

هذه قائمة جوائز وترشيحات هيما ماليني

## جوائز فيلمفير
أفضل ممثلة 1973
رشحت أفضل ممثلة 1974-1974-1975-1975-1976-1977-1979-1981-1990-2003
الإنجاز مدى الحياة 1999

## وسام مدني
بادما شري 2000

## شهادة تقديرية
شهادة تقديرية جامعة سنغهانيا 2012

## فيلم بوليود
أفضل ممثلة متنوعة 2004
الإنجاز مدى الحياة 2003

## جوائز الشاشة
جودي رقم1 لافضل ثنائي 2003 مع اميتاب باتشن
رشحت أفضل ممثلة 2004

## الاكادمية الهندية السينمائية الدولية
رشحت أفضل ممثلة 2004

## زي سني
الإنجاز مدى الحياة 2003
رشحت أفضل ممثلة 2004

## جوائز الفيلم الوطني
جائزة أي ان ار للتميز 2011

## جوائز ستاردست
الإنجاز مدى الحياة 2015

## أخرى
جودي السنة الرياضة العالمية 2004
ايقونة السنة 2004
«العيش جائزة الأسطورة» من قبل اتحاد غرف التجارة الهندية والصناعة 2004
أكثر 10 ممثلات شعبية في تاريخ الهند 2005
جائزة سامابااكادمية الفنون 2006
جائزة راشتوربوشان 2007
جائزة خاصة لمساهمتا في الرقص الكلاسيكي 2008
الإنجاز مدى الحياة مهرجان بيون 2009
أفضل مكياج وجه 2010
جائزة راجنكناث الاسطورة 2010
جائزة راجيف غاندي 2010
جائزة بيتا شخصة العام 2011
جائزة اهدي ابيدي لمساهمتها في السينما الهندية 2011
النجاح الاسيوي شخصية الدولة 2012
الطابع البريدي الصادر من الحكومة النرويجية في مهرجان بوليود 2012
بهارات بوني للمساهمة في السينما 2012
أفضل ممثلة في العقد بوليود 1970-1979